# Miroslav Rypl
Miroslav Rypl (* 17. März 1992 in Vimperk, Tschechoslowakei) ist ein ehemaliger tschechischer Skilangläufer.

## Werdegang
Rypl, der für den Dukla Liberec startete, trat im Dezember 2008 in Horní Mísečky erstmals im Slavic-Cup an und belegte dabei den 55. Platz über 15 km Freistil und den 35. Rang über 10 km klassisch. Bei den Juniorenweltmeisterschaften 2011 in Otepää lief er auf den 65. Platz über 10 km Freistil, auf den 48. Rang im Skiathlon und auf den 12. Platz mit der Staffel. Im Februar 2011 erreichte er in Nové Město mit dem zweiten Platz im Skiathlon seine erste Podestplatzierung im Slavic-Cup. Bei den Juniorenweltmeisterschaften 2012 in Erzurum kam er auf den 50. Platz im Skiathlon, auf den 36. Rang über 10 km klassisch und auf den 13. Platz mit der Staffel und bei den U23-Weltmeisterschaften 2014 im Val di Fiemme auf den 54. Platz über 15 km klassisch und den 22. Platz im Skiathlon. Sein Debüt im Weltcup hatte er im Januar 2013 in Liberec, das er auf dem 72. Platz im Sprint beendete. In der Saison 2014/15 erreichte er mit fünf Top-Zehn-Platzierungen, darunter Platz eins in Nové Město über 15 km klassisch, den vierten Platz in der Gesamtwertung des Slavic-Cups. Bei den U23-Weltmeisterschaften 2015 in Almaty belegte er den 39. Platz über 15 km Freistil, den 33. Rang im Skiathlon und den 25. Platz im Sprint. Im Februar 2017 holte er bei der Winter-Universiade in Almaty die Bronzemedaille mit der Staffel. Im folgenden Monat errang er bei den nordischen Skiweltmeisterschaften in Lahti den 51. Platz über 15 km klassisch. In der Saison 2017/18 lief er beim Ruka Triple auf den 82. Platz und beim Weltcupfinale in Falun auf den 74. Rang. Zudem erreichte er in Planica mit dem 31. Platz über 15 km klassisch seine beste Platzierung im Weltcupeinzel. Beim Saisonhöhepunkt, den Olympischen Winterspielen 2018 in Pyeongchang, kam er auf den 58. Platz im Sprint. Im folgenden Jahr belegte er bei den Nordischen Skiweltmeisterschaften in Seefeld in Tirol den 42. Platz über 15 km klassisch, den 17. Rang zusammen mit Michal Novák im Teamsprint und den 11. Platz mit der Staffel. Letztmals im Weltcup startete er im Januar 2020 in Nové Město, wobei er den 55. Platz in der Verfolgung errang.

## Siege bei Continental-Cup-Rennen
| Nr. | Datum            | Ort        | Disziplin       | Serie      |
| --- | ---------------- | ---------- | --------------- | ---------- |
| 1.  | 15. Februar 2015 | Nové Město | 15 km klassisch | Slavic-Cup |